# 阿杜尔河
阿杜尔河（法語：Adour，發音：[aduʁ] ⓘ）是位于法国西南部的一条河流，发源于比利牛斯山北麓，在巴约讷附近注入大西洋，全长308千米。